# Metropolija Toronto
Metropolija Toronto je rimskokatoliška metropolija s sedežem v Torontu (Kanada); ustanovljena je bila leta 1870.
Metropolija zajema naslednje (nad)škofije:
- nadškofija Toronto,
- škofija Hamilton,
- škofija London, Kanada,
- škofija Saint Catharines in
- škofija Thunder Bay.

## Metropoliti
- John Joseph Lynch (18. marec 1870-12. maj 1888)
- John Walsh (25. julij 1889-30. julij 1898)
- Dennis T. O'Connor (7. januar 1899-4. maj 1908)
- Fergus Patrick McEvay (13. april 1908-10. maj 1911)
- Neil McNeil (10. april 1992-25. maj 1934)
- James Charles McGuigan (22. december 1934-30. marec 1971)
- Philip Francis Pocock (30. marec 1971-29. april 1978)
- Gerald Emmett Carter (29. april 1978-17. marec 1990)
- Alojzij Ambrožič (17. marec 1990-16. december 2006)
- Thomas Christopher Collins (16. december 2006-danes)